# 张明远 (1932年)
张明远（1932年—），男，黑龙江海伦人，中国人民解放军将领、中国人民解放军中将。

## 生平
1988年，授予中国人民解放军中将，曾任军事教育学院政治委员。